# 1074 в Україні
1074 в Україні — це перелік головних подій, що відбулись у 1074 році на території сучасних українських земель. Також подано список відомих осіб, що народилися та померли в 1074 році. Крім того, зібрано список пам'ятних дат та ювілеїв 1074 року.

## Події
- У Київській Русі великим князем став Святослав Ярославич.

## Особи

### Народились
- Анастасі́я Яропо́лківна[1] — донька волинського князя Ярополка Ізяславича й Кунігунди фон Орламюнде, дружина мінського князя Гліба Всеславича. (пом.. 1158).

### Померли

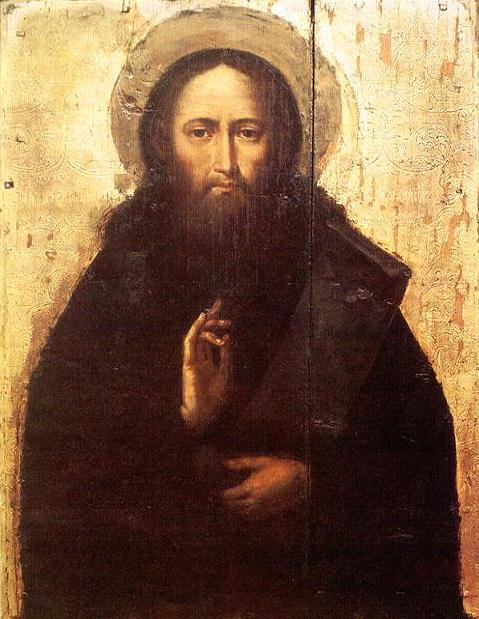
Ікона Феодосія Печерського

- Анастасія Ярославна — королева Угорщини (1046—1061 рр.) з династії Рюриковичів, дружина короля Андрія I; дочка Ярослава Мудрого та Інгігерди, сестра королеви Франції Анни Ярославни та королеви Норвегії Єлизавети Ярославни. (нар.. 1023).
- 3 травня — Феодосій Печерський — ігумен Києво-Печерського монастиря, один із основоположників чернецтва на Русі; святий православної церкви. (нар.. бл. 1009).
- Іларіон Схимник — преподобний, схимник Печерський, суворий аскет.

## Пам'ятні дати та ювілеї
- 200 років з часу (874 рік):
  - другого походу князя Аскольда до Константинополя: було укладено мирну русько-грецьку угоду без облоги столиці Візантійської імперії[2][3]
- 175 років з часу (899 рік):
  - заснування поселення Лтава, відомого зараз як місто Полтава[4][5]
- 50 років з часу (1024 рік):
  - жовтень — Листвинської битви між найманцями-варягами великого князя київського Ярослава Мудрого та чернігівсько-тмутороканською дружиною його брата князя Мстислава Володимировича Хороброго в якій переміг Мстислав та зберіг владу в Чернігівських землях[6].

### Видатних особистостей

#### Народження
- 50 років з часу (1024 рік):

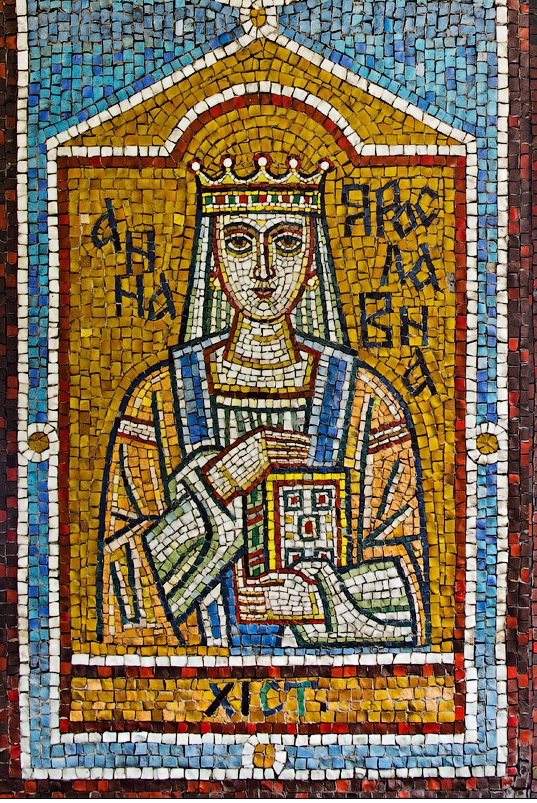
донька князя Ярослава Мудрого Анна Ярославна (1024—1079)

- народження Анни Ярославни — королеви Франції (1051—1060 рр.); доньки князя Ярослава Мудрого і шведської принцеси Інгігерди, другої дружини французького короля Генріха I Капета. (пом.. 1079)[7].
- народження Ізясла́ва Яросла́вича — Великого князя київського (1054—1068, 1069—1073, 1077—1078)[8]. Зять польського короля Мешка ІІ (з 1043)[8]. (пом.. 1078).

#### Смерті
- 25 років з часу (1049 рік):
- смерті Феопемпта — Митрополита Київського і всієї Русі.